# Mbini (miasto)
Mbini – miasto w zachodniej kontynentalnej części Gwinei Równikowej, w prowincji Prowincji Nadmorskiej. W 2005 roku liczyło 4062 mieszkańców.